# Eino Leino (dichter)

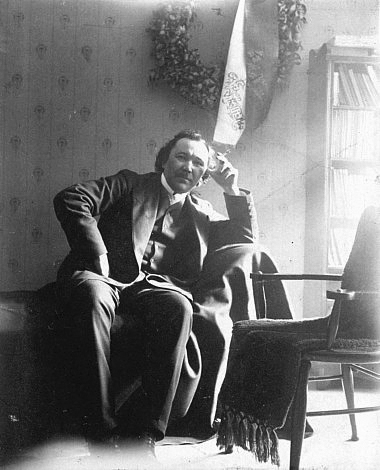
Eino Leino

Eino Leino, pseudoniem van Armas Einar Leopold Lönnbohm (Paltamo, 6 juli 1878 – Tuusula, 10 januari 1926), was een Finse dichter, vertaler, criticus, heeft als journalist voor de Päivälehti gewerkt en was lid van het radicale liberale culturele gezelschap Nuori Suomi.
Eino Leino was geboren in de tijd dat Finland nog een groothertogdom van Rusland was heeft de overgang naar de onafhankelijkheid van Finland bewust meegemaakt. In Finland was dit de tijd waarin men probeerde de Finse identiteit vorm te geven na jarenlange Zweedse overheersing. Eino Leino was een van de schrijvers die een stempel heeft gedrukt op de ontwikkeling van de Finse identiteit: hij heeft tijdens zijn schrijverscarrière acht literatuurprijzen gekregen, er is een Finse literatuurprijs naar hem genoemd, er is een Eino Leino genootschap opgericht en zijn geboortedag wordt in Finland gevierd als de dag van de poëzie.

## Leven
Leino's familie kwam oorspronkelijk uit het Karelisch gebied waar Elias Lönnrot oude mondeling overgedragen gedichten had opgetekend en deze had samengevoegd tot de Kalevala. Leino's tijdgenote Hilja Onerva Lehtinen (pseudoniem L. Onerva) heeft in de jaren 30 van de twintigste eeuw een biografie geschreven over Eino Leino: Eino Leino, Runoilija ja ihminen.

### Jeugd
Eino Leino werd geboren in Paltamo, in het noorden van Finland. In het gezin was hij de jongste van de tien kinderen, die werden opgevoed met een religieuze en culturele basis. Zijn vader (Anders Lönnbohm) was wilskrachtig, sterk en oprecht en werkte voor de overheid als geodeet. Zijn moeder was een vriendelijke en geduldige huisvrouw Qua uiterlijk leek Leino meer op zijn moeder dan op zijn vader. Hij kon goed alleen zijn, las graag boeken en had een rijke fantasie. Leino had op school gezeten in Kajaani, in Oulu en in Hämeenlinna, voordat hij als zestienjarige de middelbare school had afgerond. Zijn vader overleed in 1890 en zijn moeder 1895. Dit zorgde voor een gevoel van eenzaamheid bij de jonge dichter.

### Werk
In 1895 ging Leino in het zuiden van Finland studeren in Helsinki. Toen hij twintig jaar was, zette bij met zijn broer Kasimir een tijdschrift op, genaamd Nykyaika (Heden). Daarin schreven ze kritische stukken over kunst en cultuur in Finland. Het blad heeft een jaar bestaan. Van 1899 tot 1904 schreef hij als theatercriticus voor de krant Päivälehti (later Helsingin Sanomat)  culturele recensies.
Een aantal teksten van hem werd gebruikt door met name Finse componisten. Van Jean Sibelius tot Aarre Merikanto schreven liederen en cantates op basis zijn werken. Een voorbeeld:
- Juhannus van Merikanto.

### Liefde en relaties
In 1905 trouwde Leino met de vertaalster Freya Schoultz. In dat jaar schreef Eino Leino vele werken, waaronder Talviyö (Fins voor winternacht). Leino en Schoultz kregen een dochter die zij Helka noemden. Het huwelijk duurde slechts drie jaar. Leino kon zich niet wennen aan het burgerlijke leven. Eino Leino onderna een reis naar Zuid-Europa en leerde in Rome de getrouwde schrijfster L. Onerva kennen. In de lente van 1908 gingen de Schoultz en Leino uit elkaar. Sindsdien kon Leino geen hechte relaties meer opbouwen. Groot verdriet en schuldgevoel achtervolgde Leino zijn hele leven omdat hij zijn dochter had verlaten. Hij probeerde voor haar te zorgen, want zijn vrouw had hier niet haar verantwoordelijkheid voor genomen. Leino's financiële situatie beperkte echter de ontmoetingen en de mogelijkheid om haar zorg te bieden.
De behoefte om te scheiden werd ongetwijfeld versterkt door de ontmoeting met L. Onerva in Rome. In Rome begon hun hartstochtelijke relatie. De relatie begon wild en hartstochtelijk en ging daarna langzaam over in vriendschap die duurde tot Leino's dood. Tussen 1908 en 1909 hadden Leino en Onerva een gezamenlijk leven in Rome, wat tot een schandaal leidde, omdat de twee geliefden hun relatie niet geheim hadden gehouden en beiden nog getrouwd waren. Ondanks de grote hartstocht, gingen de twee nooit trouwen. Daar waren ze beiden te rusteloos voor en ze wisten niet of ze in staat waren voor elkaar te zorgen. Het verbond tussen twee uitzonderlijke mensen was onmogelijk. Beiden zochten onvoorwaardelijke bewondering en aanbidding, die zij slechts af en toe kregen.

## Invloed na zijn dood
Leino was pas 47 jaar toen hij stierf, maar hij had al wel een groot aantal werken uitgegeven in zijn vijfendertig jaar durende carrière. Leino werd begraven op kosten van de staat. Zijn uitgever ging in zestien delen Leino's verzamelde werk publiceren. L. Onerva schreef Leino's biografie en in 1953 kreeg Leino een standbeeld in de tuin van de Esplanade van Helsinki. In de jaren ’90 werd zijn geboortedag uitgeroepen tot Eino Leino dag, waarop de Finse vlag wordt gehesen en de zomer en de poëzie gevierd wordt. Verder is er een van de drie Finse literaire prijzen is naar Eino Leino genoemd: Eino Leino palkinto (Eino Leino prijs). en is er een  Eino-Leino-genootschap opgericht.

### Leino's vertalingen in het Fins
Leino heeft wereldklassiekers vertaald uit het Italiaans, Zweeds, Frans en Duits in het Fins.
Onderstaande werken heeft hij in het Fins vertaald:
- Topelius, Zacharias, Draamalliset teokset: Regina von Emmeritz (Werner Söderström 1899-1901)
- Topelius, Zacharias, Draamalliset teokset: Kypron prinsessa (Werner Söderström 1901)
- Runeberg, Johan Ludvig, Teokset II: Nadeshda, Kuningas Fjalar (Werner Söderström 1903)
- Racine, Phaidra (Helsinki 1907)
- Schiller, Friedrich von, Wilhelm Tell (Otava 1907)
- France, Anatole, Kuningatar Hanhenjalan ravintola (Yrjö Weilin 1910)
- Goethe, Johan Wolfgang von, Iphigeneia Tauriissa. Suomalaisen kirjallisuuden seuran toim. 111 (SKS 1910)
- Dante, Jumalainen näytelmä 1-3 (Werner Söderström 1912-14)
- Tagore, Rabindranath, Puutarhuri (Kirja 1913)
- Corneille, Cid (Werner Söderström 1917)
- Tagore, Rabindranath, Uhrilauluja (Kirja 1917)
- France, Anatole, Apotti Coignardin ajatuksia. Poiminut hänen uskollinen oppilaansa Jacobus Paistinkääntäjä (Minerva 1920)

## Stijl
De gedichten uit het hoogtepunt van zijn schrijverscarrière werden uitgebracht in de dichtbundel Helkavirsiä. In 1916 werd hier een tweede collectie gedichten aan toegevoegd. Met Helkavirsiä wilde hij laten zien dat hij ernaar streefde een nieuwe Finse poëzie te creëren, schreef Leino over het ontstaan van de dichtbundel. Elk gedicht in de dichtenbundel Helkavirsiä is doordrongen van Leino's gevecht voor vrijheid en het probleem van het vinden van waarheid. Keer op keer wordt het individu geconfronteerd met  fundamentele vragen over het leven en zijn relatie tot de dood, de liefde en tot andere mensen.
De literaire stijl van Eino Leino behoort tot de neoromantiek en bouwt dus voort op de romantische stijl. In Finland stond in de romantiek het zoeken naar de wortels van de Finse cultuur centraal. In Karelië deden kunstenaars inspiratie op voor hun kunstwerken en wetenschappers voor hun wetenschappelijke werken. Toen het nationale culturele epos van Finland was opgetekend door Elias Lönnrot, hoorde Finland nog bij het machtige Zweden en was men op meerdere terreinen (vooral op politiek niveau) bezig om de Finse taal net zo’n hoge status te geven in de politiek en in de cultuur als de Zweedse taal toen nog had.
Leino's literatuur heeft zowel typisch Finse kenmerken in zich (zoals parallellisme en alliteratie in plaats van de Europese eindrijm), als Europese literaire kenmerken uit het symbolisme. Het laatste werd door Leino verfinst. Hij noemde de Finse variant metafysische mystiek. Hierbij komt vooral de symboliek uit de Kalevala en het sjamanisme voor, maar ook christelijke symboliek. Zijn stijl wordt dan ook beschreven als een mix van 'grote en kleine tradities'. De Europese invloed kwam voort uit het feit dat Leino ook werken las in andere Europese talen en deze in het Fins vertaalde. Zie de bibliografie hierboven.
Rond 1900 werden Leino's gedichten persoonlijker. Ten tijde van het begin van de Russificatie (Fins: sortokausi) schreef hij gedichten waarin hij zich verbaasde over de onverschillige reacties van sommige Finnen op de toenemende Russische invloed in Finland. Daarnaast richtte Leino zich in die tijd ook op thema’s uit de Kalevala. Met de Kalevalaanse stijl hield hij de kleine, oude Finse traditie levend.